# Пеклосіль

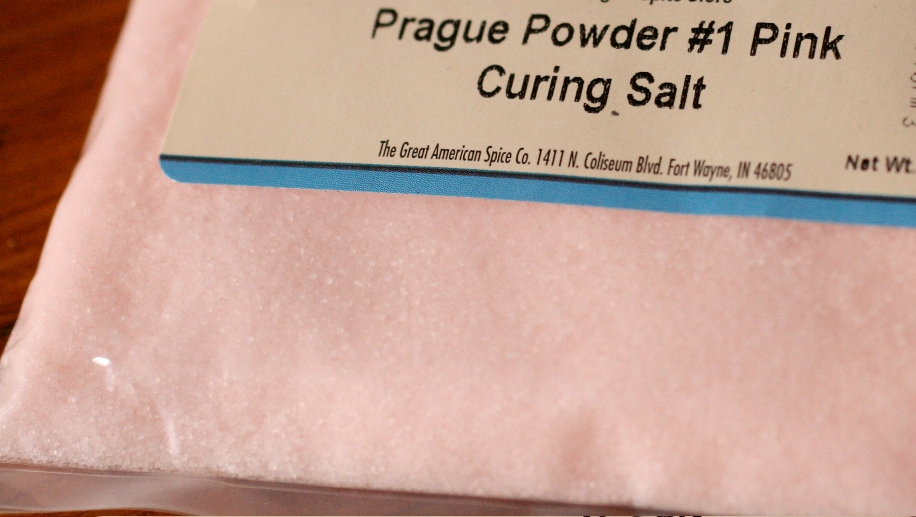
Пеклосіль

Нітритна-сольова суміш (пеклосіль)  використовується у переробці м'яса з метою надання м'ясу рожевого відтінку і збільшення терміну зберігання м'яса.   Крім того, у м'ясній промисловості нітритно - сольова суміш служить барвником і консервантом, бо вона запобігає або уповільнює псування бактеріями чи грибками .
Нітритно-сольова суміш, як правило,є сумішшю хлориду натрію (кухонної солі) і нітриту натрію. Вона використовується для маринування м’яса всередині процесу виготовлення ковбас або в’яленого м’яса, наприклад шинки, бекону, пастрамі, солонини тощо.
В минулому існувало припущення, що нітровмістні сольові суміші доцільно було використовувати, як засіб профілактики розвитку ботулізму у м'ясних продуктах, однак дослідження проведене Британською асоціацією виробників м’яса, показало, що законодавчо дозволені рівні нітритів не впливають на ріст бактерій Clostridium botulinum, які викликають ботулізм., відповідно до висновку Консультативного комітету Великобританії з мікробіологічної безпеки харчових продуктів, що нітрити не потрібні для запобігання росту C. botulinum і продовження терміну зберігання.  (див. також Нітрит натрію: пригнічення росту мікробів ).
До багатьох нітритно-сольових сумішей додають червоний барвник, який робить їх рожевими, щоб запобігти їх сплутанню зі звичайною кухонною сіллю.  Саме через цей барвник цю суміш  іноді називають «рожевою сіллю». Не слід плутати нітритно - сольові суміші з гімалайською рожевою сіллю, галітом, який на 97–99% складається з хлориду натрію (кухонної солі) з мікроелементами, які надають їй рожевого кольору.

## Види

### Празький порошок №1
Одна з найпоширеніших нітритно - сольових сумішей. 
Її також називають Insta Cure #1 або рожева нітритно - сольова суміш #1. Містить 6,25% нітриту натрію і 93,75% кухонної солі.  Празький порошок рекомендується для м’яса, яке потребує короткої витримки, і яке буде приготовлено та з’їдено відносно швидко. Нітрит натрію забезпечує характерний смак і колір, пов'язані з затвердінням.

### Празький порошок №2
Також називається Рожева нітритно - сольова суміш №2. Він містить 6,25% нітриту натрію, 4% нітрату натрію та 89,75% кухонної солі.  Нітрат натрію, у складі празького порошку №2,   розпадається на нітрит натрію, і до моменту готовності в’яленої ковбаси нітрату натрію не повинно залишатися.  З цієї причини його рекомендують для м’яса, яке потребує тривалої (від тижнів до місяців) обробки, як-от тверда салямі або шинка .

### Селітра
У харчовій промисловості застосовується і калієва селітра. Інша її назва нітрату калію (KNO3) Вона була звичайним інгредієнтом деяких видів солоного м’яса протягом століть ,  однак селітру перестали використовувати  через суперечливі результати порівняно з нітритом. сполук (KNO 2, NaNO 2, NNaNO 2 та ін. ) Незважаючи на це, селітра все ще використовується в деяких продуктах харчування, наприклад, у деяких ковбасних виробах. Її не слід плутати з чилійською або перуанською селітрою, яка є нітратом натрію ({\displaystyle {\ce {NaNO3}}} ).